# Террелл (округ, Джорджія)
Шаблон:StateAbbr_ 31°47′ пн. ш. 84°26′ зх. д. / 31.78° пн. ш. 84.44° зх. д.
Округ  Террелл (англ. Terrell County) — округ (графство) у штаті  Джорджія, США. Ідентифікатор округу 13273.

## Історія
Округ утворений 1856 року.

## Демографія
За даними перепису 
2000 року 
загальне населення округу становило 10970 осіб, зокрема міського населення було 4961, а сільського — 6009.
Серед мешканців округу чоловіків було 5144, а жінок — 5826. В окрузі було 4002 домогосподарства, 2912 родин, які мешкали в 4460 будинках.
Середній розмір родини становив 3,18.
Віковий розподіл населення поданий у таблиці:
| Стать    | До 15 років | 15-21 | 22-29 | 30-39 | 40-49 | 50-65 | 65-85 | Понад 85 |
| -------- | ----------- | ----- | ----- | ----- | ----- | ----- | ----- | -------- |
| Чоловіки | 1333        | 576   | 436   | 691   | 725   | 845   | 485   | 53       |
| Жінки    | 1266        | 594   | 511   | 806   | 813   | 949   | 750   | 137      |

## Суміжні округи
- Вебстер — північ
- Самтер — північний схід
- Лі — схід
- Догерті — південний схід
- Калгун — південний захід
- Рендолф — захід

## Виноски
1. ↑  U.S. Decennial Census. United States Census Bureau. Процитовано 26 червня 2014.
2. ↑  Historical Census Browser. University of Virginia Library. Архів оригіналу за 11 серпня 2012. Процитовано 26 червня 2014.
3. ↑  Population of Counties by Decennial Census: 1900 to 1990. United States Census Bureau. Процитовано 26 червня 2014.
4. ↑  Census 2000 PHC-T-4. Ranking Tables for Counties: 1990 and 2000 (PDF). United States Census Bureau. Процитовано 26 червня 2014.
5. ↑  State & County QuickFacts. United States Census Bureau. Архів оригіналу за 7 лютого 2016. Процитовано 26 червня 2014. [Архівовано 2016-02-07 у Wayback Machine.](англ.) Наведено за англійською вікіпедією.
6. ↑  American FactFinder. Бюро перепису населення США. Архів оригіналу за 26 лютого 2012. Процитовано 31 січня 2008. [Архівовано 2008-05-21 у Wayback Machine.]

| США | Це незавершена стаття з географії США. Ви можете допомогти проєкту, виправивши або дописавши її. |